# David Cañas
David Cañas Fernández (Siviglia, 26 agosto 1978) è un ex calciatore spagnolo, di ruolo difensore.

## Carriera
Ha giocato nella seconda serie spagnola con Siviglia, Getafe, Poli Ejido, Salamanca, Albacete e Girona.